# Armin Eichholz
Armin Eichholz (Duisburgo, 21 de mayo de 1964) es un deportista alemán que compitió en remo.
Participó en dos Juegos Olímpicos de Verano, obteniendo dos medallas, oro en Seúl 1988 y bronce en Barcelona 1992, en la prueba de ocho con timonel. Ganó una medalla de oro en el Campeonato Mundial de Remo de 1991, en el cuatro con timonel.

## Palmarés internacional
| Representando a la RFA   |                      |                   |                    |
| Juegos Olímpicos         |                      |                   |                    |
| Año                      | Lugar                | Medalla           | Prueba             |
| 1988                     | Seúl (Corea del Sur) | Medalla de oro    | Ocho con timonel   |
| Representando a Alemania |                      |                   |                    |
| Juegos Olímpicos         |                      |                   |                    |
| Año                      | Lugar                | Medalla           | Prueba             |
| 1992                     | Barcelona (España)   | Medalla de bronce | Ocho con timonel   |
| Campeonato Mundial       |                      |                   |                    |
| Año                      | Lugar                | Medalla           | Prueba             |
| 1991                     | Viena (Austria)      | Medalla de oro    | Cuatro con timonel |